# Nungu (peuple)
Pour les articles homonymes, voir Nungu.

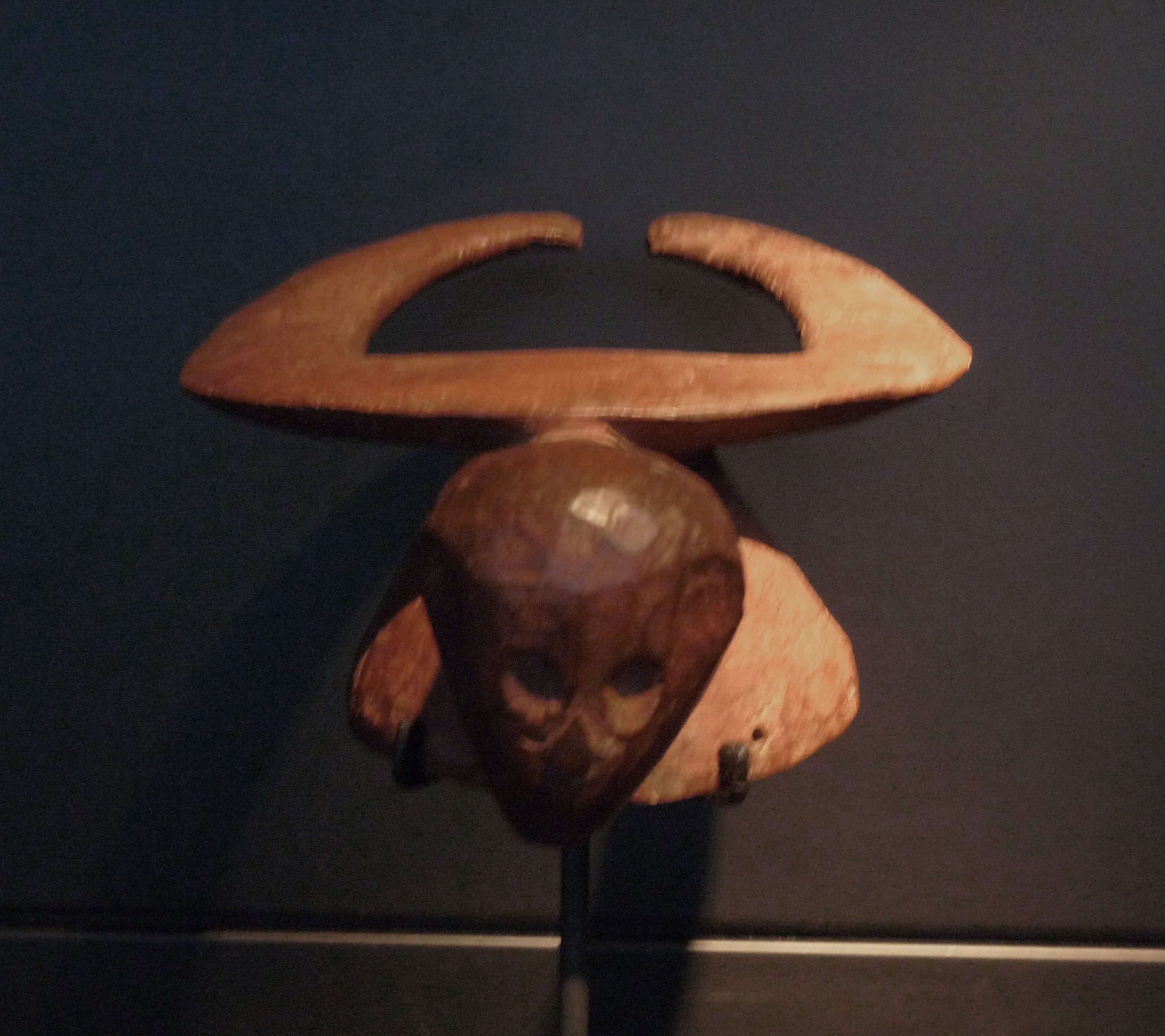
Masque-buffle nain, dit « petit » Mangam

Les Nungu sont une population d'Afrique de l'Ouest vivant au Nigeria, au sud-ouest du plateau de Jos, dans la moyenne vallée de la Bénoué. 

## Ethnonymie
Selon les sources et le contexte, on observe plusieurs autres formes : Nungu, Nunku, Rindre, Rendre, Rindiri, Lindiri, Wamba.

## Langue
Leur langue est le nungu, une langue nigéro-congolaise, dont le nombre de locuteurs était estimé à 50 000 en 1999.

## Culture
Les masques horizontaux en bois des Nungu, que l'on retrouve également chez leurs voisins, les Goemai, les Kantana ou les Kulere, sont l'une des formes les plus caractéristiques de l'art de la moyenne Bénoué.